# Olsón
Olsón (en aragonés O Elsón) es una localidad perteneciente al municipio de Aínsa-Sobrarbe, en la comarca del Sobrarbe, provincia de Huesca en Aragón, España. Según el censo de 2021 su población era  de 19 habitantes.

## Geografía
Entre las cuencas del Cinca y el Vero, en un valle muy abrupto, a 686 m de altitud  en las estribaciones de la sierra de San Benedet, en la subcomarca del Viello Sobrarbe que se extiende entre al suroeste de la comarca de Sobrarbe, se encuentra este pequeño núcleo rural que está dividido en cuatro barrios, Plaza Baja, La Fuente, Samper y Solano, los cuales se agrupan en torno al promontorio que coronaba el castillo en el siglo XI, del que apenas quedan algunos restos entre los que se han construido la iglesia, el cementerio y la abadía. 
La mayoría de las casas de Elsón se ubican en el alto, por la bajada de sur-suoeste hasta la iglesia parroquial de Santa Eularía que se alza en a la altura del 
sarrato que separa las cuencas del Sant Chils y la del Solano. El núcleo de la población no tiene una estructura compacta, lo forman dos barrios principales, el barrio de abajo, situado bajo la iglesia y tiene una fuente natural que mana de una peña, y el barrio alto o de la iglesia, que se sitúa en sus inmediaciones.

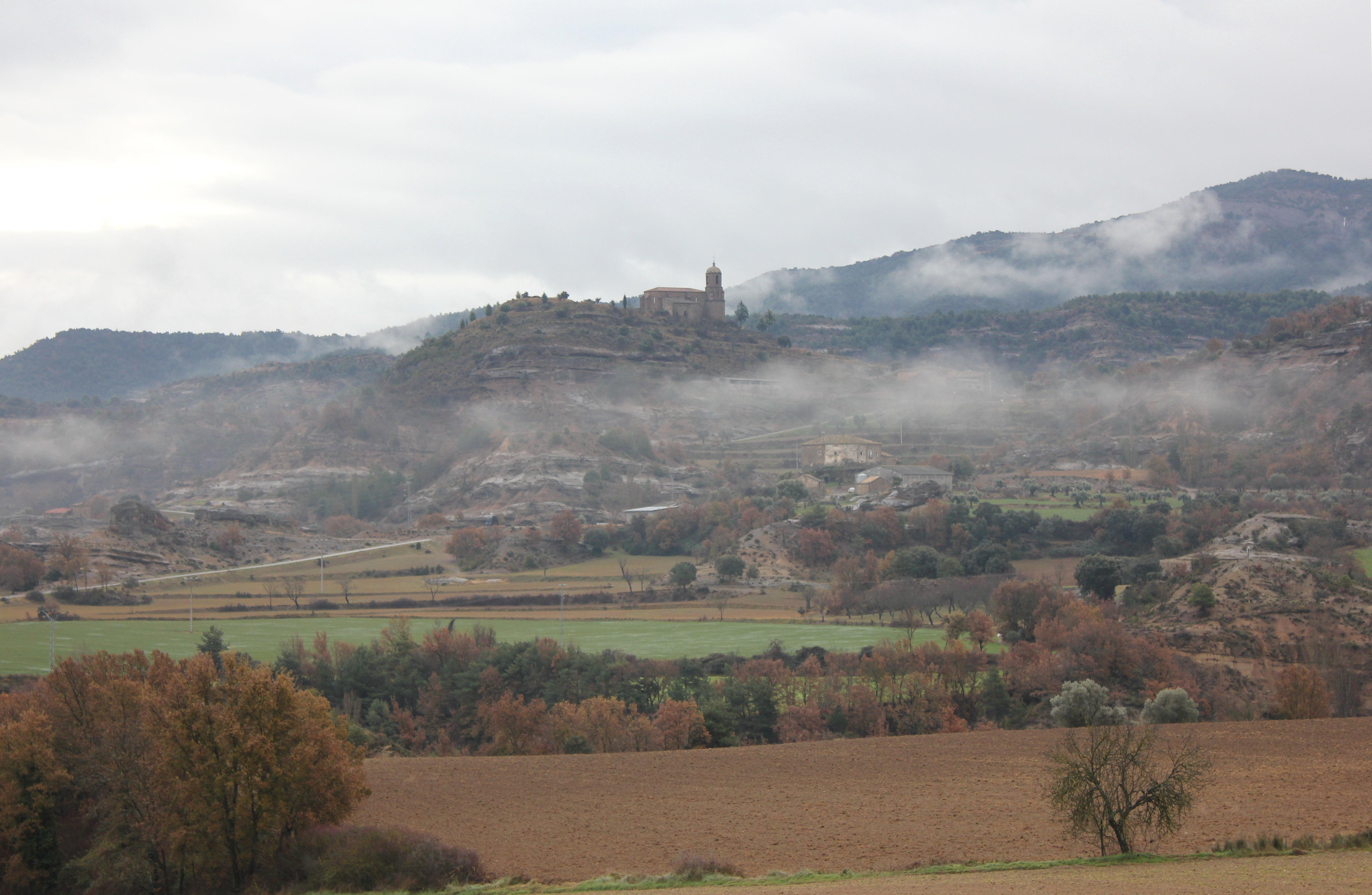
La iglesia de Elsón en la vista general de la población desde Mondot

## Historia
Las primeras noticias documentadas sobre Olsón están relacionadas con su castillo. El documentos del siglo XI, bajo el reinado de Ramiro I de Aragón, aparecen denominaciones de «lo Elson» y «Eleson» y también se hace referencia a los incidentes que se produjeron en el lugar en 1182 cuando se produce la muerte del alcaide  Pero de Sant Vicente.
En el siglo XI Olsón tenía una clase noble con numerosos "infantones" de lo que da fe los restos de los edificios que han perdurado, como la iglesia que sorprende por su riqueza.. En 1626 acuden a las Cortes de Aragón que se celebran en  de Barbastro tres infantones de la localidad que habían sido convocadas por nobles de todo el Sobarbe.
En 1834 formó un municipio junto con Jabierre de Olsón y Mondot cuya casa consistorial se conserva al lado de la plaza baja. En 1969  pasó a integrar con  Arcusa y los pequeños núcleos de  Santa María de Buil y Sarsa de Surta  el llamado popularmente Biello Sobrarbe, y oficialmente Alto Sobrarbe. En 1981 se integra con Aínsa y otros pequeños núcleos poblacionales vecinos para formar el municipio Aínsa-Sobrarbe.

## Etimología
El topónimo de "o Elsón"  procede, según el investigador Manuel Benito Moliner, del término latino "ELISEUS" que deriva a Elsón, pero también podría venir de a forma diminutiva *ELISEO(NE)  que derivaría a  Elsón.
El nombre de lugar tendría sus orígenes en la época tardo-romana o visigótica.

## Geografía humana

### Demografía
| Gráfica de evolución demográfica de Olson entre 1842 y 1960 |
| |
| Población de derecho según los censos de población del INE Población de hecho según los censos de población del INEEntre el censo de 1970 y el anterior, este municipio desaparece porque se integra en el municipio 22026 (Alto Sobrarbe) |

### Localidad
Datos demográficos de la localidad de Olsón desde 1900:
| 123                   | 124 | 130 | 83 | 169 | 130 | 117 | 58 | 52 | 23 | 29 | 21 | 19 |
| (Fuente: IAEST e INE) |     |     |    |     |     |     |    |    |    |    |    |    |

- Datos referidos a la población de derecho.

### Antiguo municipio
Datos demográficos del municipio histórico de Olsón desde 1842 hasta su integración en el municipio de Alto Sobrarbe.
| 520           | 358 | 435 | 370 | 406 | 396 | 387 | 363 | 356 | 312 | 305 | 242 | 205 | -- |
| (Fuente: INE) |     |     |     |     |     |     |     |     |     |     |     |     |    |

- Entre el censo de 1970 y el anterior, este municipio desaparece porque se integra en el municipio de Alto Sobrarbe.
- Datos referidos a la población de derecho, excepto en los censos de 1857 y 1860 que se refieren a la población de hecho.

## Monumentos
Religiosos
- Ermita de San Benito, separada del núcleo urbano y a una altitud de 1075 m, data del siglo XVI y guarda interesantes pinturas murales del siglo XVII. Hay una ermita que tiene la curiosidad de haber sido construida en una pequeña cueva pero ya está en ruinas e inaccesible.

- Iglesia parroquial de Santa Eulalia, del siglo XVI, que está declarada Monumento Nacional y es conocida con el apelativo de catedral del Sobrarbe. La obra se debe al arquitecto Joan Tellet y data del año 1546. En ella destacan la portada y la torre. Posee la mejor pieza renacentista de la comarca, un retablo de piedra del siglo XVII. Tiene pinturas de la misma fecha. Los retablos sufrieron daños en la guerra civil española.
- Se encuentran los restos de un poblado Íbero de siglo IV a. C. sobre el cual se construyó un Castillo Medieval del siglo XI-XII hoy en ruinas.

- Cruz de término, hay cuatro cruces de término declaradas de interés cultural.

Civiles
- Las casas Abadía, que tiene una puerta en arco de medio punto con el apellido Broto grabado, Alejandro, con su horno de pan y escudo de armas o Pardina.

## Fiestas
En Olsón se celebran las siguientes fiestas:
- El 21 de marzo se realiza una romería en la ermita de San Benito.
- El 12 de junio se celebra la Fiesta Menor en honor de a San Juan de Sahagún y se realiza romería en a ermita de San Benito.
- El 10 de diciembre se celebra la fiesta mayor en honor de Eulalia de Mérida[10]

## La leyenda de las brujas de Olsón
Según las creencias populares en el Sobrarbe a este pueblo de Olsón se le relaciona con la leyenda de las 12 Brujas Desnudas de Olsón.

Cuenta la leyenda que hace muchos muchos años un hombre estaba durmiendo plácidamente en sus aposentos, súbitamente se despertó y bajo el reflejo de la luna observó como doce mujeres desnudas se untaban un ungüento mágico por el cuerpo, mientras evocaban maleficios, entre risas y conjuros proclamaban... que esa noche iban a hacer el mal.